# Балаев, Георгий Михайлович
Георгий Михайлович Балаев (1923—2012) — советский и российский композитор и аранжировщик.
Член союза композиторов СССР. С 1946 года — преподаватель Музыкальной школы им. М. Гнесина в Ростове-на-Дону. Также с этого года — руководитель различных эстрадных ансамблей.

## Биография
Родился 2 января 1923 года в Ростове-на-Дону в армянской семье.
В 1930-е годы окончил ростовскую музыкальную школу имени Ипполитова-Иванова, затем поступил в музыкальное училище, но из-за Великой Отечественной войны, закончить его смог только в 1949 году (по классу композиции).
Участник Великой Отечественной войны. В войну был артиллеристом и музыкантом в ансамбле 61-й армии, дошёл до Берлина. Затем вернулся в Ростов, где женился на солистке женского джазового коллектива.
Вернувшись в родной город, Георгий Балаев с 1945 по 1947 годы служил в ансамбле СКВО, потом создал свой эстрадный оркестр при кинотеатре «Спартак», а с 1959 года работал со своим оркестром в панорамном кинотеатре «Россия» (ныне — Центр им. Кима Назаретова).
Умер 20 февраля 2012 года в Ростове-на-Дону.

## Факты
- Георгий Михайлович Балаев — автор около 500 произведений, сделал 150 фондовых записей оркестровой музыки, фирма «Мелодия» выпустила две его пластинки. Именно его «Зимний вальс»[3] (известен также как «Счастливый вальс»[4]) — много лет звучал в начале знаменитых телевизионных «Голубых огоньков».
- 26 октября 2013 года в Ростове-на-Дону на «Проспекте звёзд» состоялась торжественная церемония закладки именной «Звезды» Балаеву Георгию Михайловичу[5].

Память
Памятная доска в Ростове-на-Дону
Звезда на Аллее звёзд  в Ростове-на-Дону

## Награды
- Заслуженный работник культуры РФ.
- Почетный гражданин города Ростова-на-Дону (1999).
- Другие правительственные награды.